# 絶海中津

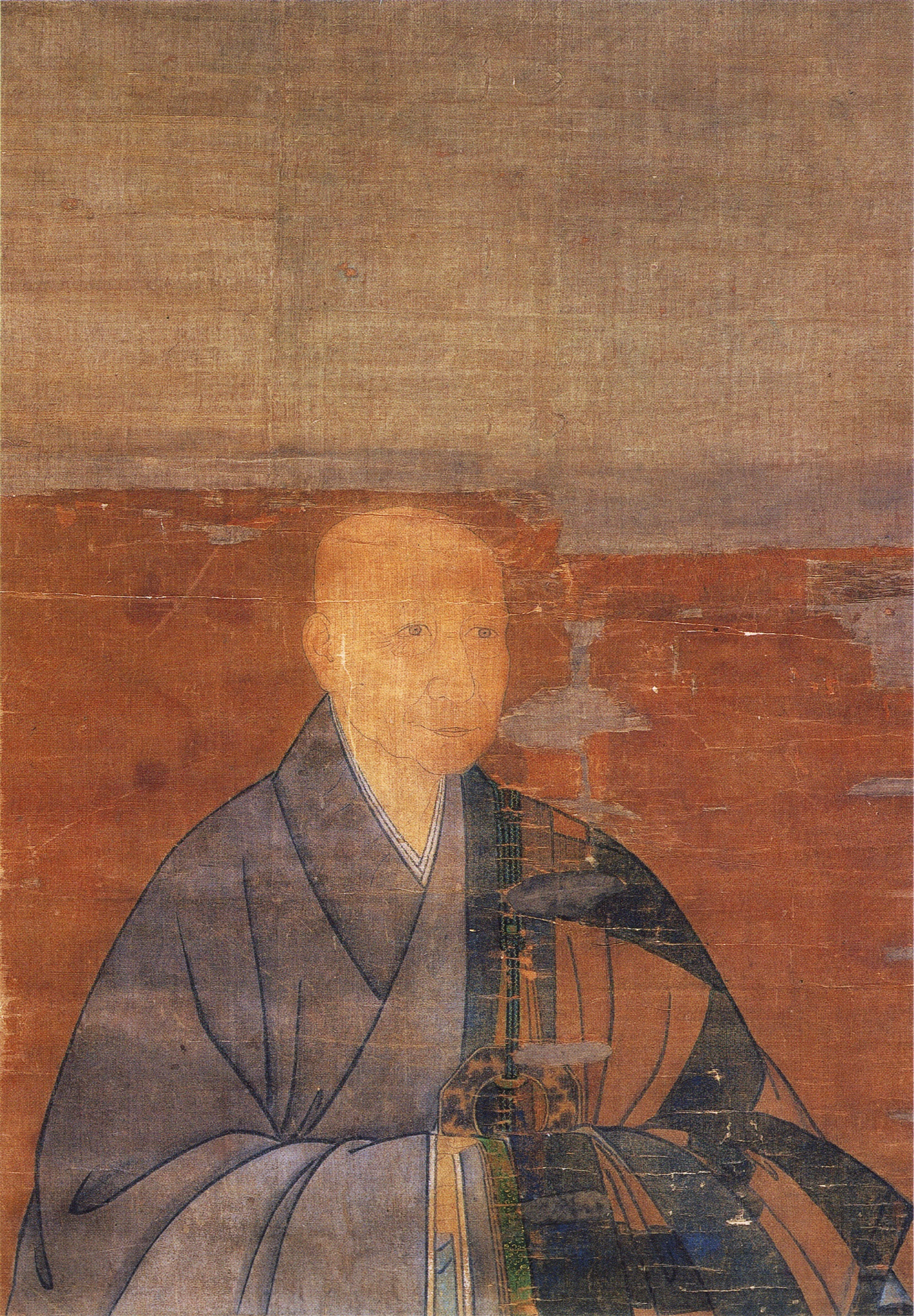
絶海中津像（慈済院蔵）

絶海中津（ぜっかい ちゅうしん、建武元年11月13日〈1334年12月9日〉 - 応永12年4月5日〈1405年5月3日〉）は、南北朝時代から室町時代前期にかけての臨済宗の禅僧・漢詩人。道号は絶海のほかに要関、堅子、蕉堅道人など多数ある。中津は諱。義堂周信と共に「五山文学の双璧」と併称されてきたが、20世紀後半から義堂より詩風の高さを評価され、五山文学ひいては中世文芸史の頂点を為すと論じられている。

## 経歴
建武元年（1334年）11月13日、土佐国高岡郡津野（高知県高岡郡津野町）を支配していた豪族・津野氏の一族として生まれる。義堂周信とは同郷である。貞和4年/正平3年（1348年）に上洛して天竜寺に入った。観応元年/正平5年（1350年）に剃髪する。そして翌年に師匠である夢窓疎石が死去するまでは、その側に仕えたといわれる。
夢窓疎石死後の文和2年/正平8年（1353年）に建仁寺の竜山徳見のもとへ赴き、同じく徳見の門下にあった義堂周信と共に教えを受けた。しかし翌年に竜山が南禅寺に移ったため、新たに赴任してきた大林善育のもとで教えを受け、そのもとで湯薬侍者を務めた。それから10年後の貞治3年/正平19年（1364年）に鎌倉へ赴き、そこで建長寺の青山慈永のもとに入った。そこでは蔵主・焼香侍者を務めた。翌年5月に同郷の周信が相模の善福寺に入院しようとしたときには、その衣鉢侍者を務めている。
応安元年/正平23年（1368年）2月には明に渡海し、杭州の中天竺寺に入った。その後も霊隠寺、護聖万寿寺などに赴いて用貞輔良ら明の高僧らと出会い、これらの教えを受けた。洪武9年（1376年）には明の太祖である洪武帝（朱元璋）から謁見を許されている。洪武11年（1378年）に日本に帰国した。この明への渡海では多くの高僧らと出会ったことで、俗的詩文の風と四六文の技法を身につけたといわれている。また、このような明への渡海は、かつての師匠である夢窓と同じく、日本における政治家や武将たちからも一目を置かれる存在として見なされるようになった。
帰国後は天竜寺の性海霊見のもとに身を寄せ、康暦2年/天授6年（1380年）には建仁寺にいた義堂周信と再び会見する。同年、播磨守護として勢威を振るう赤松則祐より播磨法雲寺の住持として招聘されたが、絶海はこれを謝絶して則祐には汝霖良佐を推挙し、自らは甲斐慧林寺に赴任することにしたのである。永徳2年/弘和2年（1382年）に将軍・足利義満より上洛を命じられ、翌年9月に上洛する。義満は安聖寺（中陰道場）をどかせて鹿苑院を創建し、そこに絶海を住持として赴任させた。しかし中津は義満と次第に対立し、至徳元年/元中元年（1384年）6月に摂津に退去した。さらに義満の追跡を受けたため、翌年4月には有馬温泉にある牛隠庵に逃れている。しかし同年7月、細川頼之の招聘を受けて讃岐に渡り、そこで宝海寺を開いた。また、このときに師匠・疎石の遺跡といわれる土佐の吸江庵を再興している。
至徳3年/元中3年（1386年）2月、義満は絶海を許した上で再びの上洛を命じる。同年3月に義満と謁見した絶海は、等持寺に入った。明徳2年/元中8年（1391年）には北山等持院に移り、翌年10月には相国寺住持となり、応永元年（1394年）には等持院に再び戻った。これら一連の激しい動きは、明徳の乱などの戦乱や義満との対立が原因ともいわれている。
応永元年9月に相国寺が焼失すると、その復旧に努めた。その功績から応永4年（1397年）2月に再び相国寺の住持として再任されるが、翌年には辞して鹿苑院院主となり、さらに僧録をも兼務し鹿苑僧録として五山や臨済宗寺院の統括を行った。応永6年（1399年）に起きた応永の乱においては、将軍義満に反旗を翻した大内義弘の陣へ義満の命を受けて説得に赴いている。応永11年（1404年）に辞して隠退し、応永12年（1405年）4月5日に死去した。享年72。

## 絶海中津と洪武帝　二人の詩の唱和 それと大慧派
永和2年 (中国の年号洪武9年) (1376年)、入明中の絶海は、洪武帝に召見され、日本の熊野の徐福遺跡について洪武帝と詩の唱和を行っている。絶海の詠んだ詩は次の通りである（『蕉堅藁』）。
『熊野峰前、徐福の祠
満山薬草、雨余に肥ゆ
只今海上は波濤穏やか
万里の好風須からく早帰すべし』
これに対して、洪武帝は、
『熊野峰は高し、血食の祠
松根の琥珀もまた応に肥たるべし
当年、徐福は僊薬を求め
直に如今に至るまで更に帰らず』
と詠じた。
徐福は、中国秦の時代に、始皇帝の命により不老不死の薬を得るため東海へ船出したといわれている人物である。和歌山県の新宮市には渡来した徐福の墓と伝えるものもあるが、この伝説がこの時期すでに日明両国で広まっていたことがわかる。
絶海中津は、このように明皇帝と極めて親しい関係にあった。
また絶海は明代禅宗界で一大勢力となった大慧派の禅僧らとも親しい関係になった。入明して、杭州中天竺寺においては季潭宗泐（笑隠大訢法嗣）に師事し、その会下で焼香侍者や蔵主の職をつとめている。絶海中津の道号である「絶海」も季潭の命名によるものであった。そして法脈上の関係にとどまらず、帰朝に際しては、季潭を通じてその師である笑隠大訢の蒲室疏法を伝授され、これがわが国の五山文学における四六文流行の先駆けとなったことなと著名な事実である。大慧派法脈との親交には深いものがあった。五山文学において、絶海中津の門下から用剛乾治・西胤俊承などを輩出した。

## 評価
足利義満・足利義持などの二代の将軍をはじめ、多くの有力な守護大名、また朝廷においても伏見宮栄仁親王らの帰依を受けた人物で、その存在は当時の仏教界でも大きく、義堂と並んで臨済宗夢窓派の発展に寄与したということで評価は高い。
四六文の作法を明から日本へ伝え、五山禅林に流布させた。
後小松天皇や称光天皇らも中津に帰依した人物の一人であり、その死後に前者は仏智広照国師、後者は聖国師という勅命による追贈を行なった。また、『絶海和尚語録』や『蕉堅藁』（詩文集）などの著作が伝わっている。